# Rhinoclemmys punctularia
Espèce
Synonymes
- Emys dorsualis Spix, 1824
- Rhinoclemys bellii Gray, 1863
- Geoclemys callocephalus Gray, 1863
- Rhinoclemys lunata Gray, 1873
- Rhinoclemys ventricosa Gray, 1873

Rhinoclemmys punctularia est une espèce de tortues de la famille des Geoemydidae.

## Répartition
Cette espèce se rencontre :
- au Brésil dans les États d'Amapá, d'Amazonas, de Pará et de Roraima ;
- en Guyane ;
- au Guyana ;
- au Suriname ;
- à Trinité-et-Tobago ;
- au Venezuela dans les États d'Amazonas, de Bolívar, de Delta Amacuro et de Monagas.

## Description
Rhinoclemmys punctularia fréquente des biotopes divers comme les forêts primaires et secondaires d'Amazonie, les marécages côtiers et les savanes inondées des Guyanes, les abattis et même les fossés urbains de Cayenne ou de Kourou.
Tortue terrestre et palustre, elle s'accommode d'une flaque d'eau, d'une berge de rivière. Elle est fréquemment observée dans les jardins. Par ailleurs, elle passe aussi une grande partie de son temps sur terre. Des rayures rouges et jaunes sur le cou permettent de la distinguer. La tête ne se rétracte pas sur le côté. Sa longueur n'excède pas 25 cm.
Omnivore, elle recherche et consomme sa nourriture dans l'eau et sur terre. Elle semble très active à l'aube et au crépuscule.
La ponte s'effectue en saison sèche et comprend généralement un seul à trois œufs de grande taille. L'éclosion se produit environ 3 mois plus tard, au début de la saison des pluies.

## Liste des sous-espèces
Selon TFTSG (8 janvier 2013) :
- Rhinoclemmys punctularia flammigera Paolillo, 1985
- Rhinoclemmys punctularia punctularia (Daudin, 1801)

## Publications originales
- Daudin, 1801 : Histoire Naturelle, Générale et Particulière des Reptiles; ouvrage faisant suit à l'Histoire naturelle générale et particulière, composée par Leclerc de Buffon; et rédigee par C.S. Sonnini, membre de plusieurs sociétés savantes, vol. 2, F. Dufart, Paris, p. 1-432 (texte intégral).
- Paolillo, 1985 : Description of a new subspecies of the turtle Rhinoclemmys punctularia (Daudin) (Testudines: Emydidae) from southern Venezuela. Amphibia-Reptilia, vol. 6, no 3, p. 293–305